# Charles de Changy
Charles de Changy (né le 22 juillet 1817 à Saint-Avertin et mort le 12 novembre 1897 à Paris 13e) est un ingénieur français principalement connu par ses travaux préalables sur l'ampoule électrique

## Biographie

### Jeunesse
Né en 1817 dans une famille aisée récemment installée en Indre-et-Loire à Saint-Avertin, son identité complète est François Charles Simonet de Changy.
Il suit ses études notamment au Collège Stanislas (Paris) et termine ingénieur. Il a 20 ans lorsqu'on lui connait son premier brevet sur un « système perfectionné de fonte et d'épuration des graisses ».

### Dans les mines belges et anglaises
Ses études terminées il est recruté à Bruxelles comme ingénieur dans les mines. Confronté au danger du grisou, il cherche un moyen d'éclairage moins dangereux que la traditionnelle lampe à huile grillagée. Ses premières recherches initiées en 1844 sur l'échauffement d'un filament de carbone par un courant électrique ne sont pas pleinement concluantes. Elles sont interrompues par son départ en 1847 pour un poste similaire d'ingénieur dans les mines anglaises.

### Travaux sur l'ampoule à incandescence
En 1855 il doit revenir précipitamment auprès de sa mère malade restée à Bruxelles. Il retrouve son poste dans les mines belges et reprend ses recherches. Ses travaux sur une ampoule à incandescence à filament de platine sont trop précocement annoncés à l'Académie des sciences française par Marcellin Jobard,. De Changy n'accepte pas d'exposer ses recherches tant que son brevet n'est pas déposé pour protéger son invention. C'est l'académicien César Despretz qui répond alors « Monsieur de Changy, voulant faire de son invention un objet de lucre, ne mérite pas le nom de savant. ». Profondément meurtri, De Changy abandonne ses recherches sur l'ampoule, il ne les reprendra qu'au début des années 1880, quelques années trop tard après le brevet de Thomas Edison.

### Retour en France
En 1865 il se marie à Bruxelles avec Jeanne Joséphine De Deyn, elle a 28 ans de moins que lui. Le couple part alors s'installer près de Paris où le 23 janvier 1866 nait un premier enfant, Constant Aimé Charles François Louis. L'enfant est de constitution fragile, et la famille va se résoudre à rejoindre une région plus favorable. C'est la commune de Rochecorbon qui est choisie, toute proche de la ville natale de Charles de Changy. Ce dernier souhaite perfectionner son brevet de 1838 mais doit abandonner faute de financements. Profitant des caves troglodytiques de sa maison il se lance dans la culture des champignons et dépose un brevet pour leur mise en conserve. Bon technicien mais piètre commercial ses affaires périclitent rapidement et la faillite est prononcée en 1874. Il abandonne ses brevets pour rembourser ses créanciers. 
Il revient alors en région parisienne et prend désormais la précaution de faire déposer ses derniers brevets par son épouse ou l'un de ses fils.